# Polgármester-választások Ceglédbercelen
1990 és 2019 között nyolc polgármester-választást tartottak Ceglédbercelen. 
A nyolc választás során három polgármester nyerte el a választók többségének bizalmát. 2002 óta Török József a község első embere.
Többször is megesett, hogy a polgármesteri tisztségért csak egy jelölt szállt versenybe, a hivatalban lévő vezető viszont többnyire megmérettette magát. A részvételi hajlandóság 30% és 50% körül szóródott.
A nyolc választás összes jelöltje szervezeti támogatás nélkül állt rajtvonalhoz.

## Háttér
A négy és félezer fős település Pest vármegyében található. A XX. század első felében a Monori járáshoz tartozott, majd 1950-től a Ceglédi járáshoz, közvetlenül a rendszerváltás előtti években pedig a Ceglédi városkörnyékhez. 1994 és 2014 a Ceglédi kistérség tagja, majd a kistérségek megszűnése után az újra létrejövő Ceglédi járás része.
1984-től Lűr László tanácselnök vezette a települést.

### Alapadatok
| Év   | Jelöltek | Részvétel |
| ---- | -------- | --------- |
| 1994 | 3        | 37%       |
| 1998 | 3        | 45%       |
| 2002 | 2        | 51%       |
| 2006 | 1        | 43%       |
| 2010 | 2        | 44%       |
| 2014 | 1        | 30%       |
| 2019 | 1        | 34%       |

A település lakóinak a száma 4 300 és 4 700 körül mozgott a rendszerváltás utáni negyedszázadban, választásról választásra enyhe apadást mutatva. A népesség fogyásával azonban nem járt együtt a választópolgárok számának a csökkenése, az mindvégig 3 600-3 700 körül mozgott. A község lélekszámából fakadóan a képviselő-testület létszáma előbb 11 fős volt, majd a 2010-es önkormányzati reformot követően 6 fős lett. 
Többször is megesett, hogy a polgármesteri tisztségért csak egy jelölt szállt versenybe. A hivatalban lévő vezető, egy kivételével mindig indult a választásokon.
Az önkormányzati választásokon a választópolgárok kevesebb mint fele szokott szavazni. Az átlagos részvételi hajlandóság 40% körül mozgott, a választói kedv a legalacsonyabb 2014-ben volt (30%), a legmagasabb pedig 2002-ben (51%). (Az 1990-es választásokról nem állnak rendelkezésre részletes adatok.)
Időközi polgármester-választásra nem került sor.
| Alapadatok (1990-2019) | Alapadatok (1990-2019) | Alapadatok (1990-2019) | Alapadatok (1990-2019) | Alapadatok (1990-2019) | Alapadatok (1990-2019) | Alapadatok (1990-2019) |
| Év                     | Nap                    | Lakók                  | Lakók                  | Választó- jogosult     | Szavazó                | Részvétel              |
| Év                     | Nap                    | száma                  | +/–                    | Választó- jogosult     | Szavazó                | Részvétel              |
| ---------------------- | ---------------------- | ---------------------- | ---------------------- | ---------------------- | ---------------------- | ---------------------- |
| 1990                   | szept.30.              | 4 689                  | (nincs adat)           | (nincs adat)           | (nincs adat)           | (nincs adat)           |
| 1994                   | dec.11.                | 4 604                  | −85                    | 3 641                  | 1 343                  | 36,9%                  |
| 1998                   | okt.18.                | 4 514                  | −90                    | 3 644                  | 1 632                  | 44,8%                  |
| 2002                   | okt.20.                | 4 500                  | −14                    | 3 683                  | 1 879                  | 51,0%                  |
| 2006                   | okt.1.                 | 4 485                  | −15                    | 3 704                  | 1 606                  | 43,4%                  |
| 2010                   | okt.3.                 | 4 412                  | −73                    | 3 696                  | 1 636                  | 44,3%                  |
| 2014                   | okt.12.                | 4 299                  | −113                   | 3 631                  | 1 099                  | 30,3%                  |
| 2019                   | okt.13.                | 4 372                  | 73                     | 3 655                  | 1 247                  | 34,1%                  |

## Választások
| \| 1990 \| |                                         |          |                 |
| Jelölt     | Jelölt                                  | Szavazat | Szavazat        |
|            | Lűr László –                            | n.a.     | n.a.            |
|            | {{{jelölt2}}} –                         |          | {{{százalék2}}} |
|            | {{{jelölt3}}} –                         |          | {{{százalék3}}} |
|            | {{{jelölt4}}} –                         |          | {{{százalék4}}} |
|            | {{{jelölt5}}} –                         |          | {{{százalék5}}} |
|            | {{{jelölt6}}} –                         |          | {{{százalék6}}} |
|            | {{{jelölt7}}} –                         |          | {{{százalék7}}} |
|            | {{{jelölt8}}} –                         |          | {{{százalék8}}} |
|            | {{{jelölt9}}} –                         |          | {{{százalék9}}} |
|            | további jelöltekről nincs elérhető adat |          |                 |
|            |                                         |          |                 |
| 1990       |                                         |          |                 |

| \| 1994 \| \| Részvétel: 37% \| |                 |                |                 |
| Jelölt                          | Jelölt          | Szavazat       | Szavazat        |
|                                 | Balatoni Pál –  | 555            | 45,0%           |
|                                 | Méhész Pál –    | 419            | 31,7%           |
|                                 | Tábori Mihály – | 347            | 26,3%           |
|                                 | {{{jelölt4}}} – |                | {{{százalék4}}} |
|                                 | {{{jelölt5}}} – |                | {{{százalék5}}} |
|                                 | {{{jelölt6}}} – |                | {{{százalék6}}} |
|                                 | {{{jelölt7}}} – |                | {{{százalék7}}} |
|                                 | {{{jelölt8}}} – |                | {{{százalék8}}} |
|                                 | {{{jelölt9}}} – |                | {{{százalék9}}} |
|                                 |                 |                |                 |
|                                 |                 |                |                 |
| 1994                            |                 | Részvétel: 37% |                 |

| \| 1998 \| \| Részvétel: 45% \| |                 |                |                 |
| Jelölt                          | Jelölt          | Szavazat       | Szavazat        |
|                                 | Balatoni Pál –  | 744            | 46,1%           |
|                                 | Török József –  | 519            | 32,2%           |
|                                 | Hanti József –  | 351            | 21,7%           |
|                                 | {{{jelölt4}}} – |                | {{{százalék4}}} |
|                                 | {{{jelölt5}}} – |                | {{{százalék5}}} |
|                                 | {{{jelölt6}}} – |                | {{{százalék6}}} |
|                                 | {{{jelölt7}}} – |                | {{{százalék7}}} |
|                                 | {{{jelölt8}}} – |                | {{{százalék8}}} |
|                                 | {{{jelölt9}}} – |                | {{{százalék9}}} |
|                                 |                 |                |                 |
|                                 |                 |                |                 |
| 1998                            |                 | Részvétel: 45% |                 |

| \| 2002 \| \| Részvétel: 51% \| |                 |                |                 |
| Jelölt                          | Jelölt          | Szavazat       | Szavazat        |
|                                 | Török József –  | 1 231          | 66,8%           |
|                                 | Balatoni Pál –  | 612            | 33,2%           |
|                                 | {{{jelölt3}}} – |                | {{{százalék3}}} |
|                                 | {{{jelölt4}}} – |                | {{{százalék4}}} |
|                                 | {{{jelölt5}}} – |                | {{{százalék5}}} |
|                                 | {{{jelölt6}}} – |                | {{{százalék6}}} |
|                                 | {{{jelölt7}}} – |                | {{{százalék7}}} |
|                                 | {{{jelölt8}}} – |                | {{{százalék8}}} |
|                                 | {{{jelölt9}}} – |                | {{{százalék9}}} |
|                                 |                 |                |                 |
|                                 |                 |                |                 |
| 2002                            |                 | Részvétel: 51% |                 |

| \| 2006 \| \| Részvétel: 43% \| |                 |                |                 |
| Jelölt                          | Jelölt          | Szavazat       | Szavazat        |
|                                 | Török József –  | 1 470          | 100%            |
|                                 | {{{jelölt2}}} – |                | {{{százalék2}}} |
|                                 | {{{jelölt3}}} – |                | {{{százalék3}}} |
|                                 | {{{jelölt4}}} – |                | {{{százalék4}}} |
|                                 | {{{jelölt5}}} – |                | {{{százalék5}}} |
|                                 | {{{jelölt6}}} – |                | {{{százalék6}}} |
|                                 | {{{jelölt7}}} – |                | {{{százalék7}}} |
|                                 | {{{jelölt8}}} – |                | {{{százalék8}}} |
|                                 | {{{jelölt9}}} – |                | {{{százalék9}}} |
|                                 |                 |                |                 |
|                                 |                 |                |                 |
| 2006                            |                 | Részvétel: 43% |                 |

| \| 2010 \| \| Részvétel: 44% \| |                 |                |                 |
| Jelölt                          | Jelölt          | Szavazat       | Szavazat        |
|                                 | Török József –  | 1 393          | 86,1%           |
|                                 | Karsai Márton – | 225            | 13,9%           |
|                                 | {{{jelölt3}}} – |                | {{{százalék3}}} |
|                                 | {{{jelölt4}}} – |                | {{{százalék4}}} |
|                                 | {{{jelölt5}}} – |                | {{{százalék5}}} |
|                                 | {{{jelölt6}}} – |                | {{{százalék6}}} |
|                                 | {{{jelölt7}}} – |                | {{{százalék7}}} |
|                                 | {{{jelölt8}}} – |                | {{{százalék8}}} |
|                                 | {{{jelölt9}}} – |                | {{{százalék9}}} |
|                                 |                 |                |                 |
|                                 |                 |                |                 |
| 2010                            |                 | Részvétel: 44% |                 |

| \| 2014 \| \| Részvétel: 30% \| |                 |                |                 |
| Jelölt                          | Jelölt          | Szavazat       | Szavazat        |
|                                 | Török József –  | 1 036          | 100%            |
|                                 | {{{jelölt2}}} – |                | {{{százalék2}}} |
|                                 | {{{jelölt3}}} – |                | {{{százalék3}}} |
|                                 | {{{jelölt4}}} – |                | {{{százalék4}}} |
|                                 | {{{jelölt5}}} – |                | {{{százalék5}}} |
|                                 | {{{jelölt6}}} – |                | {{{százalék6}}} |
|                                 | {{{jelölt7}}} – |                | {{{százalék7}}} |
|                                 | {{{jelölt8}}} – |                | {{{százalék8}}} |
|                                 | {{{jelölt9}}} – |                | {{{százalék9}}} |
|                                 |                 |                |                 |
|                                 |                 |                |                 |
| 2014                            |                 | Részvétel: 30% |                 |

| \| 2019 \| \| Részvétel: 34% \| |                 |                |                 |
| Jelölt                          | Jelölt          | Szavazat       | Szavazat        |
|                                 | Török József –  | 1 174          | 100%            |
|                                 | {{{jelölt2}}} – |                | {{{százalék2}}} |
|                                 | {{{jelölt3}}} – |                | {{{százalék3}}} |
|                                 | {{{jelölt4}}} – |                | {{{százalék4}}} |
|                                 | {{{jelölt5}}} – |                | {{{százalék5}}} |
|                                 | {{{jelölt6}}} – |                | {{{százalék6}}} |
|                                 | {{{jelölt7}}} – |                | {{{százalék7}}} |
|                                 | {{{jelölt8}}} – |                | {{{százalék8}}} |
|                                 | {{{jelölt9}}} – |                | {{{százalék9}}} |
|                                 |                 |                |                 |
|                                 |                 |                |                 |
| 2019                            |                 | Részvétel: 34% |                 |

| 1990 | Lűr László   |  | – | (nincs adat) | (nincs adat) | (nincs adat) |
| 1994 | Balatoni Pál |  | – | 555          | 42,0%        | +10          |
| 1998 | Balatoni Pál |  | – | 744          | 46,1%        | +14          |
| 2002 | Török József |  | – | 1 231        | 66,8%        | +34          |
| 2006 | Török József |  | – | 1 470        | 100,0%       | –            |
| 2010 | Török József |  | – | 1 393        | 86,1%        | +72          |
| 2014 | Török József |  | – | 1 036        | 100,0%       | –            |
| 2019 | Török József |  | – | 1 174        | 100,0%       | –            |

| 1990 | n.a. | ✓ | (nincs adat) | (nincs adat) | (nincs adat) |
| 1994 | 3    | ✗ | 37%          | 1 321        | 1,6%         |
| 1998 | 3    | ✓ | 45%          | 1 614        | 1,1%         |
| 2002 | 2    | ✓ | 51%          | 1 843        | 1,9%         |
| 2006 | 1    | ✓ | 43%          | 1 470        | 8,5%         |
| 2010 | 2    | ✓ | 44%          | 1 618        | 1,1%         |
| 2014 | 1    | ✓ | 30%          | 1 036        | 5,7%         |
| 2019 | 1    | ✓ | 34%          | 1 174        | 5,8%         |

| Részletes eredmények (1994-től) | Részletes eredmények (1994-től) | Részletes eredmények (1994-től) | Részletes eredmények (1994-től) | Részletes eredmények (1994-től) | Részletes eredmények (1994-től) | Részletes eredmények (1994-től) | Részletes eredmények (1994-től) | Részletes eredmények (1994-től) |
| Év                              | Polgármester-jelölt             | Polgármester-jelölt             | Polgármester-jelölt             | #.                              | Szavazat                        | Szavazat                        | Szavazat                        | Szavazat                        |
| Év                              | név                             | szervezet                       | szervezet                       | #.                              | db                              | jogosultak arányában            | szavazók arányában              | érvényes szavazatok arányában   |
| ------------------------------- | ------------------------------- | ------------------------------- | ------------------------------- | ------------------------------- | ------------------------------- | ------------------------------- | ------------------------------- | ------------------------------- |
| 1994                            | Balatoni Pál                    |                                 | –                               | 1.                              | 555                             | 15,2%                           | 41,3%                           | 42,0%                           |
| 1994                            | Méhész Pál                      |                                 | –                               | 2.                              | 419                             | 11,5%                           | 31,2%                           | 31,7%                           |
| 1994                            | Tábori Mihály                   |                                 | –                               | 3.                              | 347                             | 9,5%                            | 25,8%                           | 26,3%                           |
| 1998                            | Balatoni Pál                    |                                 | –                               | 1.                              | 744                             | 20,4%                           | 45,6%                           | 46,1%                           |
| 1998                            | Török József                    |                                 | –                               | 2.                              | 519                             | 14,2%                           | 31,8%                           | 32,2%                           |
| 1998                            | Hanti József                    |                                 | –                               | 3.                              | 351                             | 9,6%                            | 21,5%                           | 21,7%                           |
| 2002                            | Török József                    |                                 | –                               | 1.                              | 1 231                           | 33,4%                           | 65,5%                           | 66,8%                           |
| 2002                            | Balatoni Pál                    |                                 | –                               | 2.                              | 612                             | 16,6%                           | 32,6%                           | 33,2%                           |
| 2006                            | Török József                    |                                 | –                               | 1.                              | 1 470                           | 39,7%                           | 91,5%                           | 100,0%                          |
| 2010                            | Török József                    |                                 | –                               | 1.                              | 1 393                           | 37,7%                           | 85,1%                           | 86,1%                           |
| 2010                            | Karsai Márton                   |                                 | –                               | 2.                              | 225                             | 6,1%                            | 13,8%                           | 13,9%                           |
| 2014                            | Török József                    |                                 | –                               | 1.                              | 1 036                           | 28,5%                           | 94,3%                           | 100,0%                          |
| 2019                            | Török József                    |                                 | –                               | 1.                              | 1 174                           | 32,1%                           | 94,1%                           | 100,0%                          |

## Polgármesterek
| 1990-'94   | 1994-'98     | 1998-'02     | 2002-'06     | 2006-'10     | 2010-'14     | 2014-'19     | 2019-        |
| ---------- | ------------ | ------------ | ------------ | ------------ | ------------ | ------------ | ------------ |
| Lűr László | Balatoni Pál | Balatoni Pál | Török József | Török József | Török József | Török József | Török József |
|            |              |              |              |              |              |              |              |
| –          | –            | –            | –            | –            | –            | –            | –            |
|            |              |              |              |              |              |              |              |